# Gerardo Galeote Quecedo
Gerardo Galeote Quecedo (ur. 27 stycznia 1957 w São Paulo) – hiszpański polityk i prawnik, wykładowca akademicki, od 1994 do 2009 poseł do Parlamentu Europejskiego IV, V i VI kadencji.

## Życiorys
Absolwent prawa na Uniwersytecie Complutense w Madrycie. Podjął działalność zawodową jako wykładowca akademicki, m.in. na UNED. Był doradcą Europejskiej Partii Ludowej, a w 1993 został zastępcą jej sekretarza generalnego (z rekomendacji hiszpańskiej Partii Ludowej, do której wstąpił pod koniec lat 80.).
W 1994 po raz pierwszy uzyskał mandat deputowanego do Parlamentu Europejskiego. W 1999 i 2004 odnawiał go na kolejne kadencje. Zasiadał w grupie chadeckiej. Był m.in. przewodniczącym Komisji Rozwoju Regionalnego (2004–2009), kierował kilkoma delegacjami Europarlamentu. W 2009 zrezygnował z ubiegania się o reelekcję po oskarżeniach ze strony Baltasara Garzóna o rzekomy udział w skandalu korupcyjnym w jego ugrupowaniu.